# Budapest Eagles 2017
Questa voce raccoglie le informazioni riguardanti i Budapest Eagles nelle competizioni ufficiali della stagione 2017.

## Prima squadra

### Divízió I 2017

#### Stagione regolare

##### Prima fase
| 26 marzo 2017 1ª giornata | Budapest Eagles | 20 – 48 | Fehérvár Enthroners |  |

| 15 aprile 2017 3ª giornata | Budapest Eagles | 37 – 0 | Debrecen Gladiators |  |

| 29 aprile 2017 5ª giornata | Budapest Cowbells 2 | 0 – 31 | Budapest Eagles |  |

| 13 maggio 2017 6ª giornata | Miskolc Renegades | 6 – 31 | Budapest Eagles |  |

##### Seconda fase
| 11 giugno 2017 1º turno | Budapest Eagles | 47 – 20 | Budapest Cowbells 2 |  |

| 25 giugno 2017 2º turno | Fehérvár Enthroners | 28 – 13 | Budapest Eagles |  |

| 1º luglio 2017 3º turno | Budapest Eagles | 47 – 7 | Miskolc Renegades |  |

#### Playoff
| 15 luglio 2017 Pannon Bowl | Fehérvár Enthroners | 28 – 7 | Budapest Eagles |  |

### Statistiche di squadra
| Competizione      | %Vittorie | In casa | In casa | In casa | In casa | In casa | In casa | In trasferta | In trasferta | In trasferta | In trasferta | In trasferta | In trasferta | Totale | Totale | Totale | Totale | Totale | Totale |
| Competizione      | %Vittorie | G       | V       | N       | P       | Pf      | Ps      | G            | V            | N            | P            | Pf           | Ps           | G      | V      | N      | P      | Pf     | Ps     |
| ----------------- | --------- | ------- | ------- | ------- | ------- | ------- | ------- | ------------ | ------------ | ------------ | ------------ | ------------ | ------------ | ------ | ------ | ------ | ------ | ------ | ------ |
| Stagione regolare | .714      | 4       | 3       | 0       | 1       | 151     | 75      | 3            | 2            | 0            | 1            | 75           | 34           | 7      | 5      | 0      | 2      | 226    | 109    |
| Playoff           | .000      | 0       | 0       | 0       | 0       | 0       | 0       | 1            | 0            | 0            | 1            | 7            | 28           | 1      | 0      | 0      | 1      | 7      | 28     |
| Totale            | .625      | 4       | 3       | 0       | 1       | 151     | 75      | 4            | 2            | 0            | 2            | 82           | 62           | 8      | 5      | 0      | 3      | 233    | 137    |

## Seconda squadra

### Divízió II 2017

#### Stagione regolare
| 1º aprile 2017 2ª giornata | Budapest Eagles 2 | 6 – 47 | Rebels Oldboys |  |

| 16 aprile 2017 4ª giornata | Budapest Eagles 2 | 14 – 27 | Dabas Sparks |  |

| 30 aprile 2017 6ª giornata | Nyíregyháza Tigers | 42 – 12 | Budapest Eagles 2 |  |

| 20 maggio 2017 8ª giornata | Jászberény Wolverines | 35 – 25 | Budapest Eagles 2 |  |

| 4 giugno 2017 10ª giornata | Budapest Eagles 2 | 0 – 20 | Debrecen Gladiators 2 |  |

### Statistiche di squadra
| Competizione      | %Vittorie | In casa | In casa | In casa | In casa | In casa | In casa | In trasferta | In trasferta | In trasferta | In trasferta | In trasferta | In trasferta | Totale | Totale | Totale | Totale | Totale | Totale |
| Competizione      | %Vittorie | G       | V       | N       | P       | Pf      | Ps      | G            | V            | N            | P            | Pf           | Ps           | G      | V      | N      | P      | Pf     | Ps     |
| ----------------- | --------- | ------- | ------- | ------- | ------- | ------- | ------- | ------------ | ------------ | ------------ | ------------ | ------------ | ------------ | ------ | ------ | ------ | ------ | ------ | ------ |
| Stagione regolare | .000      | 3       | 0       | 0       | 3       | 20      | 94      | 2            | 0            | 0            | 2            | 37           | 77           | 5      | 0      | 0      | 5      | 57     | 171    |
| Totale            | .000      | 3       | 0       | 0       | 3       | 20      | 94      | 2            | 0            | 0            | 2            | 37           | 77           | 5      | 0      | 0      | 5      | 57     | 171    |